# Верхний Ошняк
 Верхний Ошняк — опустевший поселок в Рыбно-Слободском районе Татарстана. Входит в состав Большеошнякского сельского поселения.

## География
Находится в центральной части Татарстана у на расстоянии приблизительно 14 км на северо-запад по прямой от районного центра поселка Рыбная Слобода.

## История
Основан был в 1910-х годах.

## Население
Постоянных жителей было: в 1920 — 94, в 1926—128, в 1949—165, в 1958—105, в 1970 — 72, в 1989 — 33, в 2002 году 14 (татары 100 %), в 2010 году 0.